# Sporthalle Gießen-Ost
Die Sporthalle Gießen-Ost ist eine Mehrzweckhalle in der hessischen Universitätsstadt Gießen. Neben dem Schulsport der Gesamtschule Gießen-Ost finden in der Halle vor allem die Heimspiele des deutschen Basketball-Bundesligisten Gießen 46ers statt.
Außerdem kann die Halle für Veranstaltungen wie Konzerte oder Theater sowie andere Sportarten (u. a. Badminton, Handball, Turnen) genutzt werden.
In der Saison 2017/18 trug der mittelhessische Handballverein TV 05/07 Hüttenberg in der 1. Bundesliga einen Großteil seiner Heimspiele in der Gießener Osthalle aus (Fassungsvermögen Handball: etwa 2600). 

## Geschichte
Die in den 1960er Jahren erbaute Halle bot zunächst Platz für 3150 Zuschauer (ca. 1800 Sitzplätze), in einem 15-monatigen Umbau von Oktober 2005 bis Januar 2007 wurde die Kapazität auf 4003 Zuschauer erhöht, 2015 jedoch wieder auf 3752 reduziert. Im als Mensa erweiterten Foyer der Halle können nun 150 Schüler der Ostschule essen. Der Umbau kostete rund 5,2 Millionen Euro. Am 12./13. Mai 2007 fand in der Osthalle die deutsche Meisterschaft im Hallenradsport, vom 20. bis zum 22. Juli 2007 die deutsche Turnmeisterschaft statt. Am 16. Juni 1978 wurde das DHB-Pokal-Finale zwischen dem VfL Gummersbach und dem TV Hüttenberg in dieser Halle vor etwa 3000 Zuschauern ausgetragen.
Am 20. Dezember 2008 war die Halle beim Hessenderby gegen die Skyliners Frankfurt mit 4003 Zuschauern erstmals nach dem Umbau ausverkauft. Die Halle trägt unter den Einheimischen die Spitznamen Gutt Stubb (Gute Stube) und „Osthalle“.

## Galerie

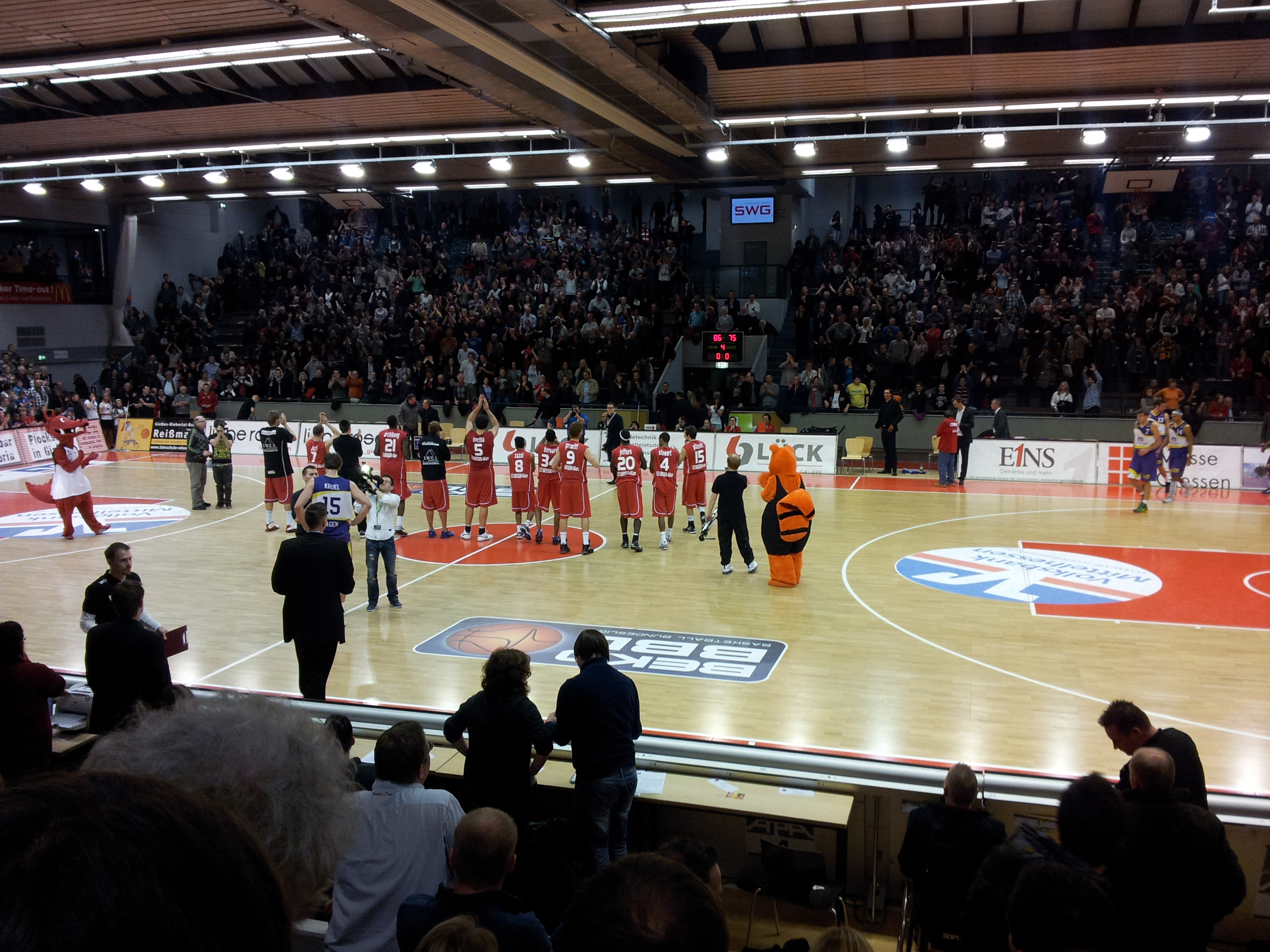
Innenraum der Halle